# Kleszczyński Staw
Kleszczyński Staw (także: Kleszczyna) – staw we wsi Kleszczyna na Krajnie (gmina Złotów).
Staw ma powierzchnię 7 hektarów, a długość jego obrzeża wynosi 1005 metrów. Znajduje się na wysokości 102,7 m n.p.m..